# توتوکودی
شهر توتوکودی (به انگلیسی: Thoothukudi) با جمعیت ۲۱۹٫۷۴۴ نفر در ایالت تامیل نادو در کشور هند واقع شده‌است.